# Morton S. Wilkinson

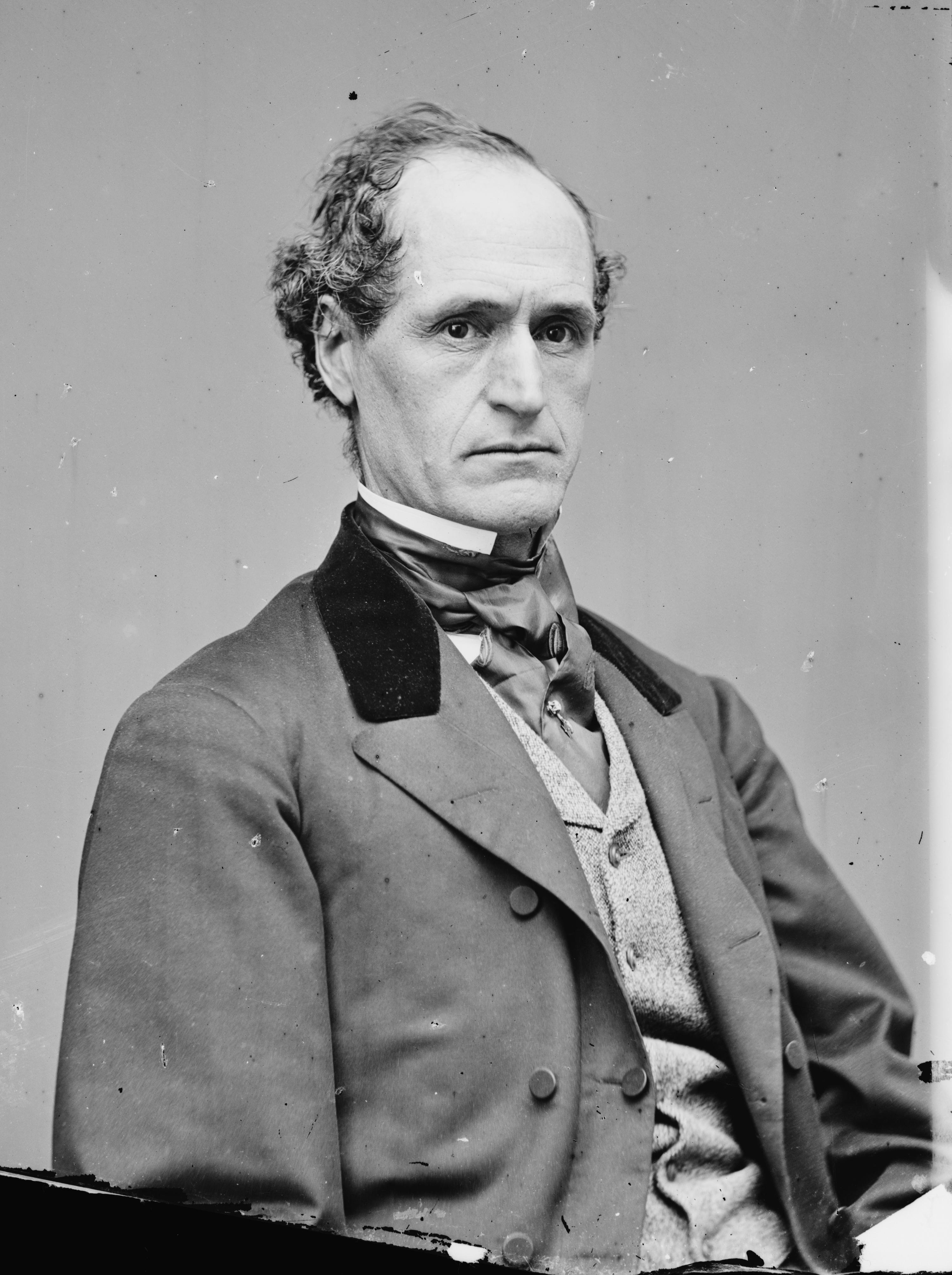
Morton S. Wilkinson

Morton Smith Wilkinson (* 22. Januar 1819 in Skaneateles, Onondaga County, New York; † 4. Februar 1894 in Wells, Minnesota) war ein US-amerikanischer Politiker der Republikanischen Partei, der den Bundesstaat Minnesota in beiden Kammern des Kongresses vertrat.
Der im Staat New York aufgewachsene Wilkinson zog 1837 nach Illinois, wo er zwei Jahre lang im Gleisbau beschäftigt war. Nach seiner Rückkehr nach Skaneateles studierte er die Rechtswissenschaften, wurde 1842 in die Anwaltskammer aufgenommen und praktizierte zunächst in Eaton Rapids im Minnesota-Territorium, ab 1847 dann in Stillwater.
Dort begann 1849 auch seine politische Karriere mit der Mitgliedschaft im Parlament des Territoriums. Von 1851 bis 1853 war er Leiter des Grundbuchamtes (Register of Deeds) im Ramsey County. Nach einem weiteren Umzug nach Mankato im Jahr 1858 wurde er in eine Kommission berufen, die ein Gesetzbuch für das Minnesota-Territorium erstellen sollte.
Nach der Aufnahme Minnesotas in die Union wurde Morton Wilkinson am 4. März 1859 US-Senator seines Bundesstaates. Nach sechs Jahren bemühte er sich vergeblich um die Wiederwahl und musste am 3. März 1865 erst einmal aus dem Kongress ausscheiden. Während seiner Zeit im Senat war er unter anderem Vorsitzender des Committee on Revolutionary Claims. Vom 4. März 1869 bis zum 3. März 1869 absolvierte Wilkinson dann eine Legislaturperiode im Repräsentantenhaus der Vereinigten Staaten; zur Wiederwahl nominierte seine Partei ihn nicht mehr.
Von 1874 bis 1877 fungierte Morton Wilkinson schließlich noch als Staatssenator in Minnesota; zwischen 1880 und 1884 übte er das Amt des Staatsanwaltes im Faribault County aus. 1894 starb er in Wells, wo er seine letzten Lebensjahre verbracht hatte.